# Stefano Bardini
Stefano Bardini (Pieve Santo Stefano, 13 maggio 1836 – Firenze, 12 settembre 1922) è stato un collezionista d'arte italiano.

## Biografia
A diciotto anni venne mandato a Firenze a studiare pittura all'Accademia delle Belle Arti, dove fu allievo del Bezzuoli, poi, dopo la morte di quest'ultimo, del Servolini. In questo periodo di formazione giovanile frequentò il Caffè Michelangiolo ed entrò a far parte dei macchiaioli, ma la sua produzione pittorica, di cui resta solo un affresco nella Villa di Triboli all'Impruneta (La Francia che soccorre l'Italia), non è testimonianza di questa sua frequentazione. 
Dopo aver tentato la carriera di pittore, s'inserì nel mercato dell'antiquariato, a quel tempo molto fiorente ed in poco tempo ne diventò il principale attore. I suoi clienti erano musei famosi, come il Kaiser-Friedrich-Museum (Musei Statali) di Berlino, il Louvre, il Victoria and Albert Museum di Londra; collezionisti come Isabella Gardner Stewart, John Pierpont Morgan, John J. Johnson, i coniugi Jacquemart-André. 
Durante la sua vita riuscì ad allestire una collezione a Firenze nel Palazzo di piazza de' Mozzi (Museo Bardini) che lasciò alla città di Firenze dopo la sua morte, avvenuta nel settembre del 1922.
L'ultimo componente della famiglia è stato Ugo Bardini, morto nel 1965 lasciando un testamento nel quale nominava erede universale il Ministero della pubblica istruzione, con l'obbligo di destinare l'intera somma ricavata dalla vendita di tutti i suoi beni all'acquisto di una o due opere d'arte di pittura o scultura di eccezionale importanza e di epoca non posteriore a tutto il secolo decimosesto. Per la scelta delle opere da acquistare è stata costituita una commissione composta da Cristina Acidini, Marco Chiarini ed Evelina Borea. Le opere acquistate sono state lo stemma Martelli, vertice insigne della scultura fiorentina del Quattrocento (con l'intero palazzo Martelli) attribuito a Donatello, per diciassette miliardi e cinquecento milioni di lire, nonché la Madonna in trono con San Giovanni Evangelista di Antonello da Messina, pagati 16 miliardi di lire e collocati agli Uffizi: si tratta dell'elemento centrale e di quello laterale di un trittico completato da un san Benedetto acquistato dalla Regione Lombardia e destinato ai Civici Musei di Milano. Le spese connesse all'accettazione dell'eredità Bardini hanno costituito oggetto di una specifica disposizione di legge (decreto-legge 16 gennaio 1996, n. 15, convertito in legge 6 marzo 1996, n. 120, art. 1).

## Collezioni
La ditta Bardini aveva sede centrale a Firenze. Lo stesso edificio era adibito a residenza, galleria d'arte, ufficio, magazzino e laboratorio di restauro. La collezione comprende: quadri, mobili, armi, maioliche, paliotti in cuoio, cornici, stemmi scolpiti, colonne, statue da giardino, tessuti. Spiccano, nella collezione statuaria, opere del periodo etrusco e classico ma anche opere inedite di Francesco Laurana, Desiderio da Settignano, Giovan Battista Foggini, Giovan Angelo Montorsi.

## Mostre
- “Galleria di Palazzo Mozzi-Bardini. Tesori di un antiquario” è una mostra dedicata ai collezionisti Bardini e al loro dominio nel mercato d'antiquariato. La mostra si è tenuta presso la Fortezza da Basso tra il 1998 e il 1999.

## Opere teatrali su Stefano Bardini
Al personaggio di Bardini è stato dedicato uno spettacolo teatrale scritto da Alessandro Riccio dal titolo "Stefanaccio" (appellativo che i fiorentini avevano affibbiato all'antiquario a causa del suo carattere schivo e guardingo), che, in maniera leggera e dissacrante, riporta alcune vicende della storia della vita di Bardini, dei rapporti con i suoi clienti e con le sue opere d'arte.